# Mammet Orazmuhammedow
Mammet Orazmuhammedow (ur. 20 grudnia 1986) – turkmeński piłkarz grający na pozycji bramkarza. Od 2014 roku jest zawodnikiem klubu Altyn Asyr Aszchabad.

## Kariera piłkarska
Swoją karierę piłkarską Orazmuhammedow rozpoczął w klubie HTTU Aszchabad, w którym w 2011 roku zadebiutował w pierwszej lidze turkmeńskiej. W sezonie 2011 zdobył z nim Puchar Turkmenistanu oraz wywalczył wicemistrzostwo tego kraju. W sezonie 2013 został mistrzem Turkmenistanu.
W 2014 roku Orazmuhammedow przeszedł do Altyn Asyr Aszchabad. W latach 2014–2018 pięciokrotnie z rzędu wywalczył tytuł mistrza Turkmenistanu. Zdobył też krajowy puchar w latach 2015 i 2016.

## Kariera reprezentacyjna
W reprezentacji Turkmenistanu Orazmuhammedow zadebiutował 25 marca 2011 roku w zremisowanym 1:1 meczu eliminacji do Pucharu Azji 2015 z Indiami. W 2019 roku powołano go do kadry na Puchar Azji.